# ماجراجو (فیلم)
ماجراجو (به انگلیسی: The Adventurer) فیلمی کوتاه و صامت، به کارگردانی چارلی چاپلین با بازی چارلی چاپلین، ادنا پرواینس و اریک کمبل محصول سال ۱۹۱۷ است.